# همت أباد (مقاطعة بروجرد)
همت أباد (بالفارسية: همت‌آباد) هي مستوطنة تقع في إيران في قسم همت أباد الريفي. يقدر عدد سكانها بـ 692 نسمة .